# Gangwal
Gangwal fou una taluka d'Oudh governada com a taludar per un Janwar o Chandravanshi. L'ancestre fou Bariar Shah, Risaldar, que va rebre el feu d'Ikauna el 1324. El seu setè descendent fou Madho Singh.

## Llista de rages
- Rajà Madho Singh
- Raja Ganesh Singh (germà)
- Raja Maha Singh (net) vers 1627
- Raja Chain Singh (net) vers 1723
- Raja Pratap Singh (germà)
- Raja Jaswant Singh ?-1769
- Raja Kishan PRASAD Singh (net)
- Raja Harsaran Singh (nebot)
- Raja Shitla BAKHSH Singh
- Raja Narpat Singh
- Raja Surya Prakash Singh ?-1925
- Rani Itraj Kunwar, vídua de l'anterior, 1925, mort el 1925.
- Raja Bisheshwar Bux Singh 1925-1930
- Raja Bajrang bahadur Singh 1930-1954